# Omphalea megacarpa
Omphalea megacarpa är en törelväxtart som beskrevs av William Botting Hemsley. Omphalea megacarpa ingår i släktet Omphalea och familjen törelväxter. Inga underarter finns listade i Catalogue of Life.